# Xã Urbana, Quận Monroe, Iowa
Xã Urbana (tiếng Anh: Urbana Township) là một xã thuộc quận Monroe, tiểu bang Iowa, Hoa Kỳ. Năm 2010, dân số của xã này là 234 người.